# سعید ابراهیمی (زاده ۱۹۳۱)
سعید ابراهیمی (انگلیسی: Said Brahimi؛ ۱۷ مارس ۱۹۳۱ – ۲۷ دسامبر ۱۹۹۷) بازیکن فوتبال اهل فرانسه-الجزایر بود.
از باشگاه‌هایی که در آن بازی کرده‌است می‌توان به باشگاه فوتبال تولوز اشاره کرد.
وی همچنین در تیم‌های ملی فوتبال فرانسه بازی کرده‌است.